# Rhizedra strigata
Rhizedra strigata är en fjärilsart som beskrevs av Hans Rebel. Rhizedra strigata ingår i släktet Rhizedra och familjen nattflyn. Inga underarter finns listade.